# Khadijeh Saqafi
Khadijeh Saqafi, née en 1915 ou 1916 à Téhéran et morte le 21 mars 2009 dans la même ville, est l'épouse iranienne de l'ayatollah Rouhollah Khomeini, le chef de la révolution iranienne de 1979. Saqafi était connue comme la « mère de la révolution islamique » en Iran,.

## Biographie
Khadijeh Saqafi épouse Rouhollah Khomeini en 1929. Elle donne naissance à sept enfants, dont deux ne survivent pas à la petite enfance. Son premier fils, Mostafa, est tué en Irak en 1977, et son second fils, Ahmad, décède d'un arrêt cardiaque en 1995.
Khadijeh Saqafi, qui est largement restée à l'écart des yeux du public iranien, a été décrite comme une fervente partisane de l'opposition de son mari envers le chah d'Iran, Mohammad Reza Pahlavi. L'ancien président iranien Ali Akbar Hachemi Rafsandjani parlait de Saqafi comme de la « plus proche et la plus patiente » supportrice de son mari. L'ayatollah Khomeini meurt en 1989.
Khadijeh Saqafi meurt le 21 mars 2009 à Téhéran après une longue maladie, à l'âge de 93 ans. Des milliers de personnes assistent à ses funérailles, dont le chef suprême de l'Iran, l'ayatollah Ali Khamenei, et le président Mahmoud Ahmadinejad. Saqafi est enterrée avec son mari dans son mausolée au sud-ouest de Téhéran. Ses trois filles lui survivent. 